# North Lauderdale
North Lauderdale es una ciudad ubicada en el condado de Broward en el estado estadounidense de Florida. En el Censo de 2010 tenía una población de 41.023 habitantes y una densidad poblacional de 3.426,15 personas por km².

## Geografía
North Lauderdale se encuentra ubicada en las coordenadas 26°12′44″N 80°13′15″O / 26.21222, -80.22083. Según la Oficina del Censo de los Estados Unidos, North Lauderdale tiene una superficie total de 11.97 km², de la cual 11.89 km² corresponden a tierra firme y (0.71%) 0.09 km² es agua.

## Demografía
Según el censo de 2010, había 41.023 personas residiendo en North Lauderdale. La densidad de población era de 3.426,15 hab./km². De los 41.023 habitantes, North Lauderdale estaba compuesto por el 33.09% blancos, el 53.42% eran afroamericanos, el 0.33% eran amerindios, el 2.95% eran asiáticos, el 0.06% eran isleños del Pacífico, el 6.38% eran de otras razas y el 3.76% pertenecían a dos o más razas. Del total de la población el 25.79% eran hispanos o latinos de cualquier raza.